# جولي ليتش
جولي ليتش (بالإنجليزية: Julie Leach)‏ هي تريثلت أمريكية، ولدت في 23 فبراير 1957 في باسادينا في الولايات المتحدة.

## وصلات خارجية
- جولي ليتش على موقع IAT Triathlon Database (الإنجليزية)
- جولي ليتش على موقع أوليمبيديا (الإنجليزية)